# Elsa Håkansson-Fermbäck
 Elsa Håkansson-Fermbäck, née le 28 mars 1998, est une  skieuse alpine suédoise. Sur les listes de la FIS son nom se modifie en Elsa Fermbäck à partir de la saison 2019-2020. 

## Biographie
En 2019 à Val di Fassa, elle prend la 3e place du slalom des championnats du monde juniors.
En 2020 elle prend la 11e place de la Coupe d'Europe de slalom, puis la 8e place en 2021.
En février 2021, elle prend la 16e place des championnats du monde (seniors) de slalom à Cortina d'Ampezzo. En mars 2021, elle obtient son premier top-15 en Coupe du monde en prenant la 14e place du slalom de Åre.
En 2022, avec 5 podiums dont une victoire, elle prend la 3e place du classement de la Coupe d'Europe de slalom et la 5e place du classement général.
En février 2022, elle est sélectionnée pour ses premiers Jeux olympiques, à Pékin. Elle y prend la 28e place du slalom. Fin mars elle devient Championne de Suède de slalom à Åre.
Elle se blesse en 2022 et ne revient à la compétition qu'en décembre 2023. Son meilleur résultat de la saison est une 5e place dans le slalom de coupe d'Europe de Malbun en février 2024. La saison suivante elle obtient 2 tops-10 en slalom dans cette compétition.

## Palmarès

### Jeux olympiques
| Épreuve / Édition | Slalom |
| JO 2022 Pékin     | 28e    |

### Championnats du monde
| Édition / Epreuve               | Slalom |
| Mondiaux 2021 Cortina d'Ampezzo | 16e    |

### Coupe du monde
- 16 épreuves de Coupe du monde disputées (à fin mars 2025)

- Meilleur classement général : 88e en 2021 avec  28 points.
- Meilleur classement de slalom : 37e en 2021 avec 28 points.

- Meilleur résultat sur une épreuve de coupe du monde de slalom : 14e à Åre le 12 mars 2021.

#### Classements
| Saison / Épreuve | Saison / Épreuve | Général | Général | Descente | Descente | Super G | Super G | Géant  | Géant  | Slalom | Slalom | Combiné | Combiné |
| ---------------- | ---------------- | ------- | ------- | -------- | -------- | ------- | ------- | ------ | ------ | ------ | ------ | ------- | ------- |
| Saison / Épreuve | Saison / Épreuve | Class.  | Points  | Class.   | Points   | Class.  | Points  | Class. | Points | Class. | Points | Class.  | Points  |
| 2021             | 2021             | 88e     | 28      | -        | -        | -       | -       | -      | -      | 37e    | 28     | -       | -       |
| 2022             | 2022             | 103e    | 24      | -        | -        | -       | -       | -      | -      | 39e    | 24     | -       | -       |

### Championnats du monde juniors
| Épreuve / Édition          | Descente | Super G | Slalom géant | Slalom  | Combiné | Team event |
| Mondiaux 2017 Åre          | -        | -       | 18e          | 12e     | -       | -          |
| Mondiaux 2018 Davos        | -        | -       | 14e          | Abandon | -       | -          |
| Mondiaux 2019 Val di Fassa | -        | -       | 36e          | Bronze  | -       | -          |

### Coupe d'Europe
19 top-10 dont 9 podiums et 2 victoires :
- Victoire en slalom le 9 janvier 2021 à Vaujany.
- Victoire en slalom le 15 décembre 2021 à Valle Aurina.

#### Classements
| Saison / Épreuve | Saison / Épreuve | Général | Général | Descente | Descente | Super G | Super G | Slalom géant | Slalom géant | Slalom | Slalom | Combiné | Combiné |
| ---------------- | ---------------- | ------- | ------- | -------- | -------- | ------- | ------- | ------------ | ------------ | ------ | ------ | ------- | ------- |
| Saison / Épreuve | Saison / Épreuve | Class.  | Points  | Class.   | Points   | Class.  | Points  | Class.       | Points       | Class. | Points | Class.  | Points  |
| 2018             | 2018             | 108e    | 41      | -        | -        | -       | -       | -            | -            | 42e    | 41     | -       | -       |
| 2019             | 2019             | 65e     | 130     | -        | -        | -       | -       | -            | -            | 18e    | 130    | -       | -       |
| 2020             | 2020             | 31e     | 192     | -        | -        | -       | -       | -            | -            | 11e    | 192    | -       | -       |
| 2021             | 2021             | 35e     | 196     | -        | -        | -       | -       | -            | -            | 8e     | 196    | -       | -       |
| 2022             | 2022             | 5e      | 454     | -        | -        | -       | -       | -            | -            | 3e     | 454    | -       | -       |